# Vertigo Records
Vertigo Records was een sub-label dat Philips Records in de jaren zestig vormde om progressieve rockplaten uit te brengen. Philips ging daarmee de concurrentie aan met Harvest Records van EMI en Deram Records van Decca Records.
Bij de eerste artiesten die voor Vertigo tekenden waren Mike Absalom, Dr.Z, Catapilla, Cressdia, Colosseum, Black Sabbath, Jade Warrior, Nirvana, Ben, Keith Tippett Group, Tudor Lodge en Magna Carta. Nadat Philips Records hernoemd werd in Phonogram Records, kwamen er grote sterren bij Vertigo aansluiten zoals Status Quo en Thin Lizzy.
Tegenwoordig is Vertigo een sub-label van Mercury Records, dat tot de Universal Music Group behoort. Het brengt onder meer werk uit van Status Quo, Metallica en Dire Straits.